# DJ-Kicks: The Black Album
DJ-Kicks: The Black Album – album zawierający didżejski mix zespołu Rockers Hi-Fi, wydany 19 maja 1997 roku w Niemczech nakładem wytwórni !K7 Records jako CD. Tego samego dnia zostala wydana również wersja winylowa (3LP)
Wydana została również promocyjna kaseta, opakowana w zadrukowany arkusz papieru, którą wysyłano pocztą. Zawierała ona te same utwory, co CD, jednak bez ich spisu.

## Album

### Historia i muzyka
W 1995 roku niemiecka wytwórnia !K7 Records zapoczątkowała wydawanie serii DJ-Kicks, na którą złożyły się liczne klubowe płyty CD z miksami takich artystów jak Joey Beltram, Claude Young i Stacey Pullen. Dwa lata później zamawiając miks szkockiej piosenkarki i autorki tekstów Nicolette wytwórnia rozszerzyła swoją serię o muzykę eksperymentalną, której przykładem stało się wydawnictwo Rockers Hi-Fi z maja 1997 roku. Zespół realizując swój miks wybrał utwory z albumów wykonawców spod znaku dub, trip hop i drum and bass, takich jak: Electric J., Terminalhead & Mr. Spee, Small Fish with Spine, T Power i Lida Husik. Jako mistrz ceremonii pojawił się (w formie czatu) Farda P..

### Lista utworów

#### CD
Lista i informacje według Discogs:
| Nr  | Tytuł utworu                                     | Oryginalny wykonawca       | Długość |
| --- | ------------------------------------------------ | -------------------------- | ------- |
| 1.  | „Rockers Intro”                                  | Farda P                    | 0:05    |
| 2.  | „Theme From Kung Fu”                             | Jeff Danna                 | 2:15    |
| 3.  | „He Builds The World”                            | Small Fish with Spine      | 6:20    |
| 4.  | „Feel”                                           | Kid Loops Lbs.             | 5:07    |
| 5.  | „Candles & Versions”                             | Wraparound Sounds          | 4:04    |
| 6.  | „Up Through The Down Pipe”                       | Grizzly                    | 4:02    |
| 7.  | „Dub Angel”                                      | Snooze vs DJ Cam           | 1:58    |
| 8.  | „Varispeed”                                      | Electric J                 | 5:40    |
| 9.  | „Callacop”                                       | Deep Space Network         | 2:59    |
| 10. | „Long Life”                                      | Prince Far I And The Arabs | 4:38    |
| 11. | „Com-unique-ation”                               | Cee-Mix                    | 6:34    |
| 12. | „Never Tell You”                                 | Rhythm & Sound w. Tikiman  | 5:47    |
| 13. | „Twisted System (Ruts D.C. Dub)”                 | Terminalhead & Mr. Spee    | 4:42    |
| 14. | „G13”                                            | T Power                    | 0:51    |
| 15. | „Saidisyabruklinmon”                             | Dr. Israel vs. Loop        | 4:51    |
| 16. | „Bad Head Day (Subtropic Cut It Up mix)”         | Lida Husik                 | 4:55    |
| 17. | „Dis Ya One”                                     | More Rockers               | 6:32    |
| 18. | „Rockers Outro”                                  | Farda P                    | 0:30    |
| 19. | „The Black Single" (DJ-Kicks Rockers Hi-Fi mix)” | Farda P                    | 4:06    |
|     |                                                  |                            | 1:15:56 |

#### LP
Lista i informacje według Discogs:
Record I:
| A1. | He Builds The World (Small Fish With Spine) | 7:21  |
|     |                                             |       |
| A2. | Lbs.Feel (Kid Loops)                        | 7:45  |
|     |                                             |       |
|     |                                             | 15:06 |
|     |                                             |       |
Record I:
| B1. | Candles & Versions (Wraparound Sounds) | 7:17  |
|     |                                        |       |
| B2. | Up Through The Down Pipe (Grizzly)     | 6:24  |
|     |                                        |       |
|     |                                        | 13:41 |
|     |                                        |       |

Record II:
| C1. | Dub Angel (Snooze vs DJ Cam) | 5:16  |
|     |                              |       |
| C2. | Varispeed (Electric J)       | 6:38  |
|     |                              |       |
|     |                              | 11:54 |
|     |                              |       |
Record II:
| D1. | Callacop (Deep Space Network)                            | 6:44  |
|     |                                                          |       |
| D2. | Twisted System (Ruts D.C. Dub) (Terminalhead & Mr. Spee) | 5:35  |
|     |                                                          |       |
|     |                                                          | 12:19 |
|     |                                                          |       |
Record III:
| E1. | Bad Head Day (Subtropic Cut It Up Mix) (Lida Husik) | 5:18  |
|     |                                                     |       |
| E2. | Com-unique-ation (Cee-Mix)                          | 8:51  |
|     |                                                     |       |
|     |                                                     | 14:09 |
|     |                                                     |       |
Record III:
| F1. | Saidisyabruklinmon (Dr. Israel vs. Loop) | 5:04  |
|     |                                          |       |
| F2. | Dis Ya One (More Rockers)                | 6:30  |
|     |                                          |       |
|     |                                          | 11:34 |
|     |                                          |       |

### Informacje
- Rockers Hi-Fi – DJ Mix, kompilacja
- Farda P – dodatkowy wokal
- Marc Schilkowski – design
- Chris Zippel – mastering
- Ali Kepenek – zdjęcia

## Opinie krytyków
Tim DiGravina z AllMusic uważa, że The Black Album „to inteligentna, ekscytująca przejażdżka w głąb umysłów i kolekcji płyt Rockers Hi-Fi”, „to album, którego nie da się po prostu odtworzyć o dowolnej porze dnia. Aż prosi się on o atmosferę imprezy na plaży lub przynajmniej o jakieś egzotyczne koktajle pod ręką”.
Zdaniem M. Tye Comera z CMJ New Music Monthly The Black Album to „pełna przygód, zabawna i hipnotyzująca płyta”. Płyta „akcentuje turntablistyczne umiejętności duetu, a Farda to wodzirej prowadzący twój umysł przez wspaniały cyrk z trzema arenami mrocznej muzyki do słuchania”.